# Nozze di sangue (film 1916)
Nozze di sangue (Les Noces sanglantes) è un film muto del 1916 diretto da Louis Feuillade. È il decimo e ultimo episodio del serial I vampiri.

## Trama
Augustine, la portinaia rimasta vedova dopo l'attentato dei Vampiri alla festa di fidanzamento di Philippe, si presenta dai Guérande disperata. Commossa, Jeanne - che nel frattempo si è sposata con Philippe - le offre un lavoro come domestica. La donna accetta con riconoscenza. Ma non riesce ad accettare senza reagire la sua triste condizione e vuole a ogni costo risalire agli assassini del marito, anche ricorrendo alle cartomanti o alle medium. Perciò, quando riceve un biglietto misterioso che la invita a visitarne una che saprà farle delle rivelazioni, vi si reca in gran segreto. In realtà, cade in una trappola del Grande Vampiro, che la fa ipnotizzare e le ordina di aprire il portone di casa quella sera alle due di notte.
Mazamette, che si è innamorato della bella vedova, la controlla da vicino e si accorge dei suoi maneggi. Così la vede aprire il portone ai Vampiri che entrano in casa per posizionare una bombola di gas collegata con la camera da letto di Guérande. Dato l'allarme, i Vampiri scappano. Mazamette accusa Augustine che ammette la sua colpa, ma mostra la lettera inviatale e dice che saprà condurli al covo dei banditi.
Mentre Guérande, Mazamette, Augustine e i poliziotti cercano di far irruzione dalla maga, i Vampiri scappano. Nella fuga, riescono a catturare anche Augustine e la portano prigioniera nello scantinato di una villa dove tengono rinchiusa anche Jeanne che hanno preso a casa, approfittando dell'assenza del marito. L'automobile dei Vampiri, però, ha una perdita di olio e la traccia lasciata sulla strada conduce Guérande fino alla villa che è la base segreta della banda.
Quando arriva la polizia, questa fa irruzione, interrompendo i festeggiamenti per le nozze tra Irma e Vénénos, Nel fuggi fuggi generale, molti dei Vampiri cadono uccisi o feriti, anche per merito di Guérande che, durante un sopralluogo, ha tagliato alla banda ogni via di fuga. Irma sembra riuscire a sfuggire alla retata e si rifugia nello scantinato dove vengono tenute prigioniere Jeanne e Augustine. Ma, quando minaccia Jeanne con un'arma, costei risponde al fuoco con la pistola che Philippe è riuscito a farle avere. Irma cade morta.
Qualche tempo dopo: Mazamette si presenta a casa Guérande per chiedere la mano di Augustine che gliela accorda molto volentieri.

### Episodi del serial
1. I vampiri (La Tête coupée) 33 min. Uscita il 13 novembre 1915
2. I vampiri (La Bague qui tue) 15 min. Uscita il 13 novembre 1915
3. Il crittogramma rosso (Le Cryptogramme rouge) 42 min. Uscita il 4 dicembre 1915
4. Lo spettro (Le Spectre) 32 min. Uscita il 7 gennaio 1916
5. L'evasione del morto (L'Evasion du mort) 37 min. Uscita il 28 gennaio 1916
6. Mazamette milionario (Les Yeux qui fascinent) 58 min. Uscita il 24 marzo 1916
7. Satana (Satanas) 46 min. Uscita il 15 aprile 1916
8. Il padrone della folgore (Le Maître de la foundre) 55 min. Uscita il 12 maggio 1916
9. L'uomo dai veleni (L'Homme des poisons) 53 min. Uscita il 2 giugno 1916
10. Nozze di sangue (Les Noces sanglantes) 60 min. Uscita il 30 giugno 1916

## Produzione
Il film fu prodotto dalla Société des Etablissements L. Gaumont. Esterni: Avenue Junot.

## Distribuzione
Distribuito dalla Société des Etablissements L. Gaumont, il film uscì in sala il 30 giugno 1916.

## Censura
Per la versione da distribuire in Italia, la censura italiana apportò le seguenti modifiche:
- Eliminazione nella parte 1ª la suggestione in persona della vedova del portinaio ad opera di un'affiliata ai "Vampiri".
- Eliminazione nella parte 2ª della scena in cui si vede che un bandito ha le mani spalmate di sostanza vischiosa per impedire che il vetro di una finestra, precedentemente tagliato col diamante, abbia a cadere nell'interno dell'appartamento.
- Eliminazione del quadro in cui Guerande rileva con la cera l'impronta di una serratura.[1]